# Max Bill
Max Bill (n. 22 decembrie 1908, Winterthur, cantonul Zürich, Elveția – d. 9 decembrie 1994, Berlin, Germania) a fost arhitect, artist plastic, grafician, pictor, designer de caractere tipografice și designer industrial elvețian.

## Biografie

### Viață timpurie, educație
Bill s-a născut în Winterthur, în 1908. După o ucenicie ca argintar, în perioada 1924 – 1927, Bill a început studiile la Bauhaus din Dessau, sub îndrumarea multor profesori prestigioși, incluzând artiști ca Vasili Kandinski, Paul Klee și Oskar Schlemmer. A fost student la Bauhaus din 1927 până în 1929, după care s-a mutat la Zürich.

## Operă

### Artă și design
După ce a lucrat la designul grafic pentru puținele clădiri moderne construite, pe acea vreme, și-a construit prima lucrare, propria sa casă și studioul (1932 – 1933) în Zurich-Höngg. Începând cu 1937, Max Bill a fost „forța motrice” a pleiadei de artiști elvețieni reuniți în grupul cunoscut ca Allianz.
Elvețianul Max Bill este considerat, de către lumea artistică, ca având influența cea mai decisivă asupra designului grafic elvețian începând cu anii 1950, datorită scrierilor sale teoretice, precum și pentru munca sa constantă, longevivă și prosperă. Legătura sa cu timpurile mișcării moderniste i-a oferit o autoritate specială. Ca designer industrial, munca sa se caracterizează printr-o claritate a designului și proporții precise. Example concrete sunt ceasurile sale, de perete și de mână, realizate pentru firma Junghans, unul din clienții săi pe termen lung.
Printre cele mai notabile modele, din gama largă de produse ale lui Bill, se numără Ulmer Hocker, realizat în 1954, un taburet multifuncțional, care poate fi folosit și ca element de raft, birou pentru difuzor, tabletă sau măsuță laterală. Deși scaunul a fost o creație a designerului școlii lui Bill împreună cu Hans Gugelot, un reprezentant al Școlii de design de la Ulm, este adesea numit doar „Bill Hocker" deoarece prima schiță a sa, realizată pe un șervețel de cocktail, a fost opera lui Bill.
În calitatea sa de designer și artist grafic și vizual, Bill a căutat să creeze forme care să reprezinte vizual „noua fizică” de la începutul secolului al XX-lea. Fuziunea artistului și a designerului din el a căutat să creeze obiecte, astfel încât noua știință a formei să poată fi înțeleasă de simțuri, adică ca o artă concretă. Astfel, Bill nu este un raționalist – așa cum se crede de obicei – ci mai degrabă un fenomenolog, unul care înțelege întruchiparea ca fiind expresia supremă a unei arte concrete. În acest fel, el nu se extinde atât de mult, ci reinterpretează teoria Școlii Bauhaus, al cărei elev a fost. Cu toate acestea, în mod curios, mulți din interpreții critici ai lui Bill nu au înțeles cu adevărat această problemă fundamentală.
A realizat picturi geometrice „de rezervă” și sculpturi sferice, unele bazate pe banda Möbius, în varii materiale precum, piatră, lemn, metal și ipsos. Lucrările sale ca arhitect includ o clădire de birouri, în Germania, o stație de radio, în Zürich, respectiv un pod, în estul Elveției.

## Bibliografie

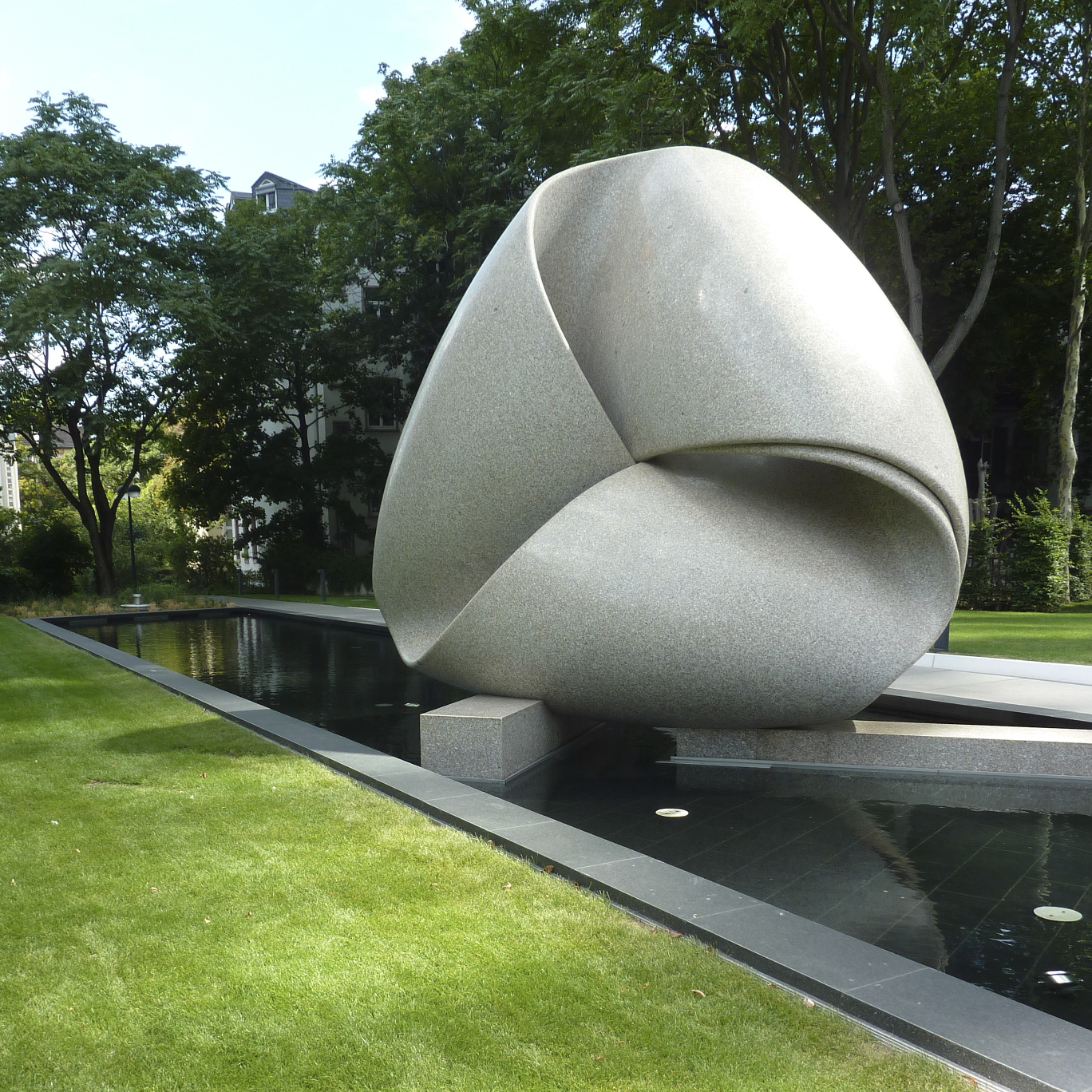
Max Bill, Continuity (Colossus of Frankfurt), 1986, Colecția Deutsche Bank, Frankfurt am Main. Max Bill „a fost dornic să creeze lucrări bazate pe fundamente matematice și geometrice – manifestări materiale ale proceselor intelectuale care au rezistat simbolismului [pur].”